# Mykhaïlo Kravtchenko
Mykhaïlo Kravtchenko en ukrainien : Кравченко Михайло Степанович ou plutôt Михайло Степанович Кравченко (1858-1917) est l'un des kobzars les plus éminents du gouvernement de Poltava, dans l'Empire russe.

## Biographie

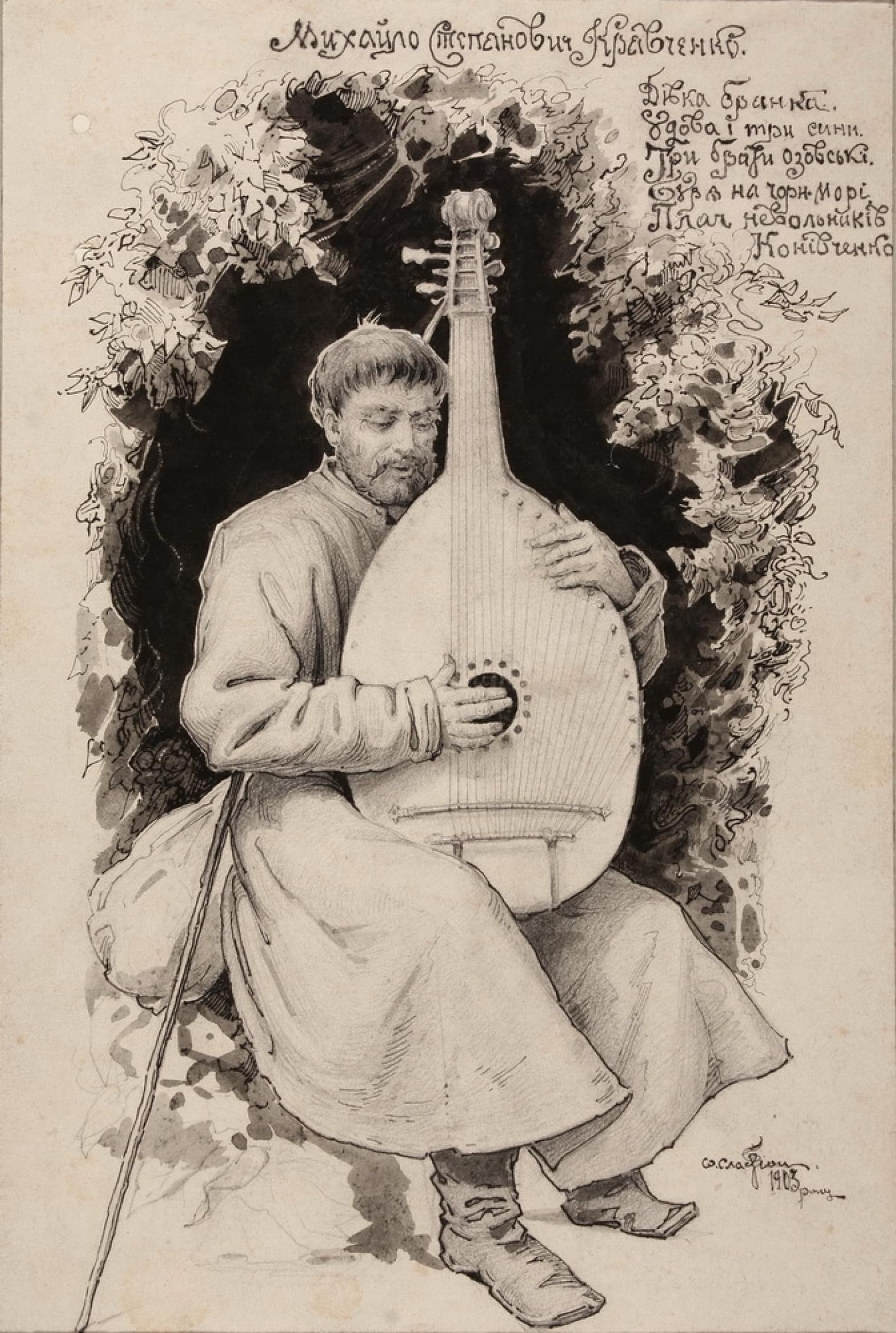
En 1903 par Opanas Slastion.

Né en 1858 à Velyki Sorochyntsi, dans le raïon de Myrhorod, il devint aveugle à l'âge de 15 ans. Il est popularisé par Opanas Slastion, un compatriote de Myrhorod.

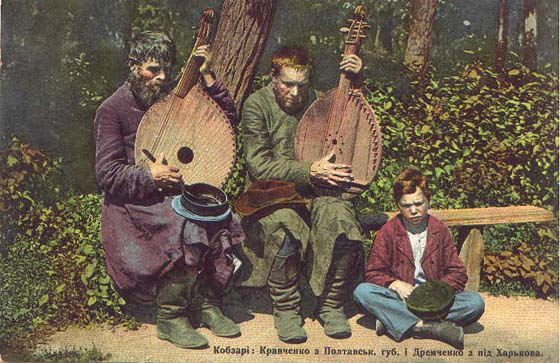
Les kobzari ukrainiens Mykhaïlo Kravtchenko et Drevchenko en 1902.

Il meurt en 22 avril 1917.